# Berberi
Berberii sunt un popor indigen al Africii de Nord (Magreb). În limba lor își spun Imazighen (în scrierea tifinağ : Imaziγen).

## Etimologie

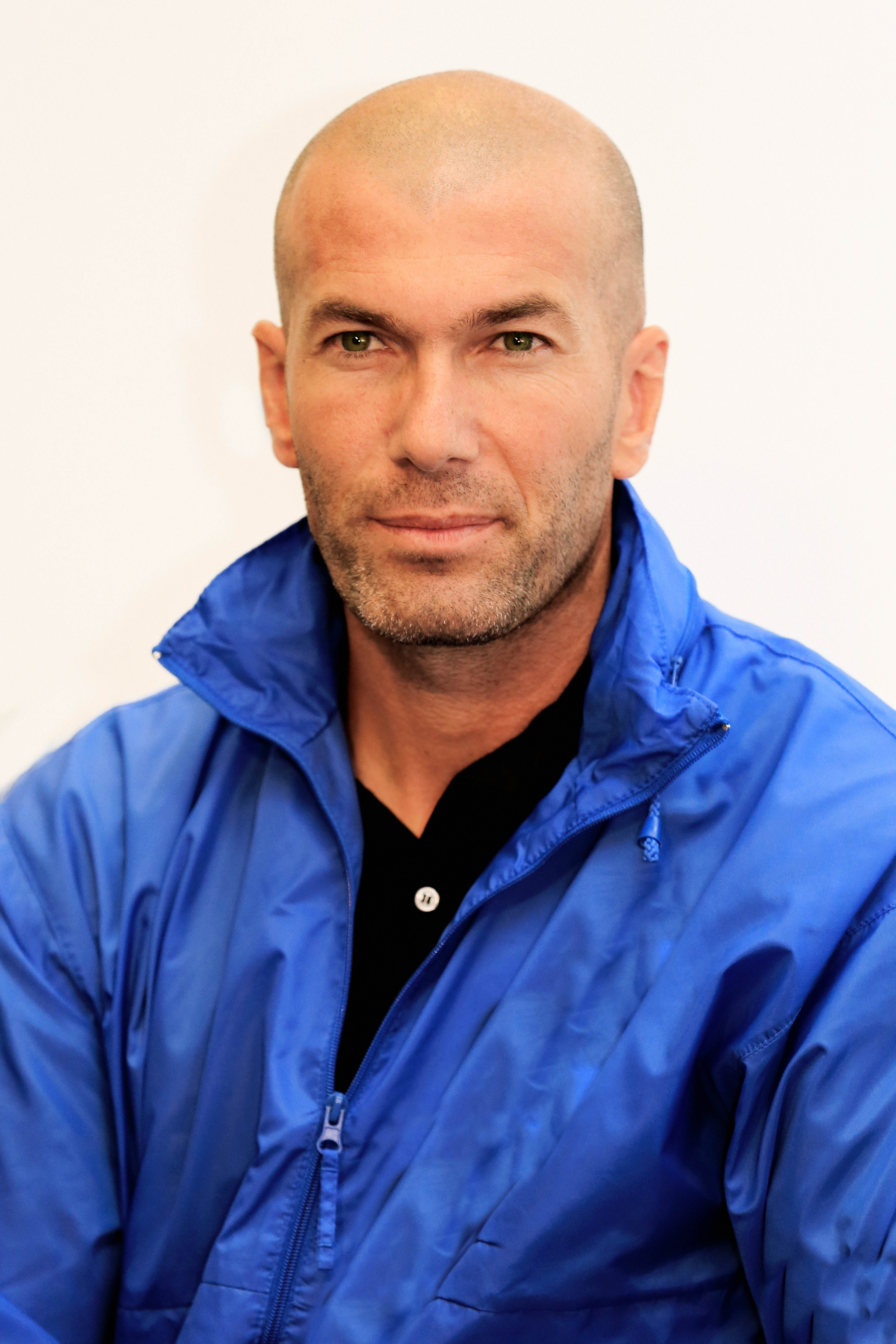
Ezzin-ed-Din Zidan, în franceză "Zinedine Zidane" un fotbalist celebru din Marsilia, de origine algeriană berberă.

Cuvântul Berber apare odată cu sosirea Vandalilor în Africa de Nord și provine din latinescul Barbarus care el însuși se trage din grecescul βάρϐαρος (”străin”). Lingviștii au presupus că Vandalii, romanizați în mai puțin de o generație, au preluat acest termen de la Romanii din Africa de Nord, apoi l-au transmis arabilor în limba cărora se pronunță bărbăr (în arabă : بَربَر).
Cuvântul Imazighen (în tifinağ : Imaziγen) este pluralul cuvântului Amaziğ, care după învățații medievali Ibn Hazm și Ibn Khaldun ar însemna «părinte», «conducător», «om liber».

## Istorie, limbi, religie
Pe lângă limba arabă pe care și-au însușit-o odată cu religia islamică ei vorbesc și limbile berbere. Limbile berbere formează, împreună cu limba egipteană veche (azi limbă liturgică a bisericii copte) o ramură aparte din familia de limbi afro-asiatice, ramură numită odinioară hamitică. În antichitate au fost cunoscuți sub numele de nubieni, libieni sau mauri și au cunoscut pe rând stăpânirea romană, invaziile vandalilor și cucerirea arabă. Între cei mai cunoscuți berberi din creștinismul timpuriu se numără Sfânta Monica, mama filozofului Augustin de Hipona (scriitor de limbă latină). 
Începând cu secolul al VII-lea berberii acceptă treptat islamul și o dată cu acesta limba arabă. De-a lungul istoriei, berberii și limbile lor au cunoscut influențe  romane, punice, arabe, turcești și, mai nou, franceze.
Dinastia Almoravizilor și cea a Almohazilor, ambele de origini berbere, au construit imperii în nordul Africii și în Spania între secolele al XI-lea și al XIII-lea. Istoria triburilor berbere începe  în jurul anului 3000 înainte de Cristos, ei fiind menționați în documente din Egipt, Grecia și Roma antică. Limba berberă face parte din grupul limbilor afro-asiatice și are un număr de 300 de dialecte diferite. De obicei este vorba numai de limbi vorbite, foarte puține dintre aceste dialecte dispunând și de o scriere proprie.

## Geografie
Berberii sau, în varianta locală a numelui, Imazighen, sunt locuitorii originari ai nordului Africii. Astăzi ei sunt distribuiți continuu pe un larg teritoriu care  începe de la oaza Siwa în Egipt și se extinde până pe coasta Atlantic-ului, de la Marea Mediterană până la fluviul Niger, cuprinzând și partea sahariană a continentului african. Mult reduse, în ziua de azi, zonele în care se mai vorbesc limbi berbere sunt răspândite pe teritoriile unor state ca Algeria, Maroc, Libia, Tunisia și Egipt. Din anii 1990, intelectualii berberi încearcă să resusciteze interesul pentru aceste limbi, și astăzi există un real sentiment de aparținere culturală comună în toate comunitățile berbere. Există și un alfabet berber comun numit Tifinağ.

## Mod de viață

### Locuințe
Un element strâns legat de modul specific de viață al berberilor îl constituie locuințele acestora. Familiile berbere trăiesc în câteva încăperi săpate în stâncă și foarte rar au curent electric sau gaz. În interior, pe podeaua de pământ bătătorit sunt întinse covoare tradiționale, iar mobilierul este extrem de rudimentar. Podelele sunt înclinate în direcția intrării principale, pentru ca, în caz de inundație în anotimpul ploios, apa să curgă în afara locuinței. Pentru a câștiga ceva bani, berberii permit turiștilor să viziteze spațiul în care locuiesc. Autobuzele pline cu vizitatori opresc în apropierea locuințelor berbere, turiștii le vizitează și la întoarcere oferă proprietarilor câteva monede.

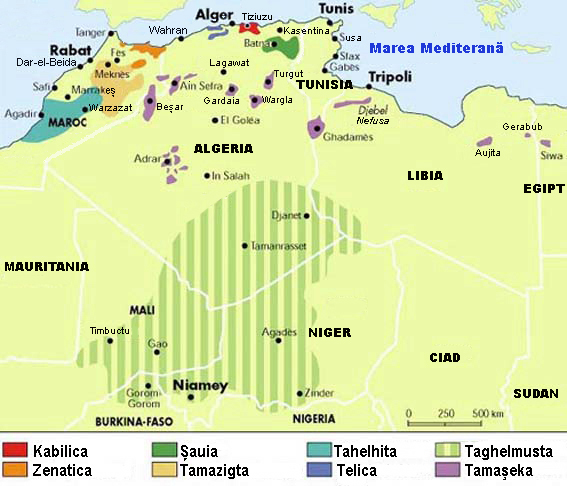
Limbile berbere

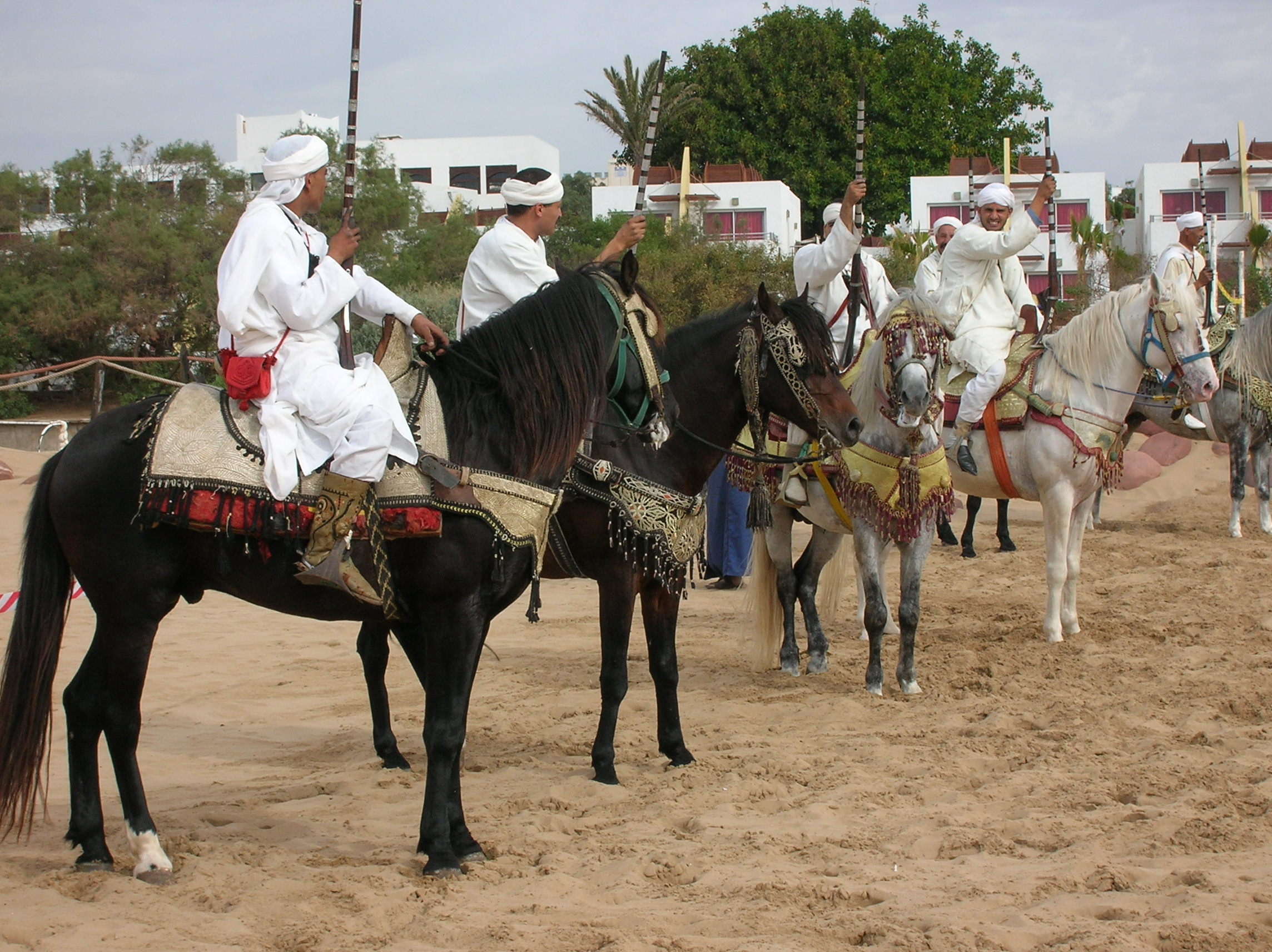
Berberi din Maroc la o sărbătoare tradițională